# أسيكييفو
أسيكييفو (بالروسية: Асекеево) هي مدينة في مقاطعة أورنبرغ أوبلاست في روسيا. يبلغ عدد سكانها حوالي 5156 نسمة.